# Dalton (Georgia)
Dalton ist eine City und zudem der County Seat des Whitfield County im US-Bundesstaat Georgia mit 34.508 Einwohnern (Stand: 1. Juli 2023 (geschätzt)). Die Stadt ist der Mittelpunkt der Metropolregion Dalton.

## Geographie
Dalton befindet sich etwa 130 km nordwestlich von Atlanta.

## Geschichte
Die Stadt spielte während des Atlanta-Feldzugs von Mai bis September 1864 eine größere Rolle, da hier Joseph E. Johnston die konföderierte Tennessee-Armee zu Beginn des Feldzuges gegen die Armeen William T. Shermans einsetzte. Die Schlacht von Rocky Face Ridge fand vom 7. Mai bis zum 13. Mai statt. Für das Wachstum der Stadt war der Bau der Western and Atlantic Railroad von großer Bedeutung, da, unter anderem, ein Eisenbahndepot eingerichtet wurde.

## Demographische Daten
Laut der Volkszählung von 2010 verteilten sich die damaligen 33.128 Einwohner auf 11.337 bewohnte Haushalte, was einen Schnitt von 2,84 Personen pro Haushalt ergibt. Insgesamt bestehen 13.378 Haushalte. 
66,9 % der Haushalte waren Familienhaushalte (bestehend aus verheirateten Paaren mit oder ohne Nachkommen bzw. einem Elternteil mit Nachkomme) mit einer durchschnittlichen Größe von 3,51 Personen. In 41,0 % aller Haushalte lebten Kinder unter 18 Jahren sowie in 22,1 % aller Haushalte Personen mit mindestens 65 Jahren.
32,7 % der Bevölkerung waren jünger als 20 Jahre, 29,4 % waren 20 bis 39 Jahre alt, 23,2 % waren 40 bis 59 Jahre alt und 14,9 % waren mindestens 60 Jahre alt. Das mittlere Alter betrug 31 Jahre. 49,3 % der Bevölkerung waren männlich und 50,7 % weiblich.
65,0 % der Bevölkerung bezeichneten sich als Weiße, 6,4 % als Afroamerikaner, 0,6 % als Indianer und 2,4 % als Asian Americans. 22,3 % gaben die Angehörigkeit zu einer anderen Ethnie und 3,2 % zu mehreren Ethnien an. 48,0 % der Bevölkerung bestand aus Hispanics oder Latinos.
Das durchschnittliche Jahreseinkommen pro Haushalt lag bei 34.682 USD, dabei lebten 24,5 % der Bevölkerung unter der Armutsgrenze.

## Städtepartnerschaft
- Dilbeek, Belgien

## Sehenswürdigkeiten
Folgende Objekte sind im National Register of Historic Places gelistet:
| - Berry, Thomas A., House - Ainsworth E. Blunt House - Crown Mill Historic District - Dalton Commercial Historic District - Dalton Commercial Historic District (Boundary Increase) - Martin, William C., House | - Masonic Lodge No. 238 - McCarty Subdivision Historic District - Prater's Mill - Strickland, A.D., Store - Western and Atlantic Depot |

## Verkehr
Dalton wird von der Interstate 75, von den U.S. Highways 41 und 76 sowie von den Georgia State Routes 52 und 71 durchquert. Der Personenverkehr auf der Bahnstrecke Atlanta–Chattanooga wurde am 30. April 1970 eingestellt. Heute wird die Strecke von CSX für Güterverkehr genutzt. Der örtliche Flugplatz Dalton Municipal Airport befindet sich zehn Kilometer südöstlich des Stadtgebietes. Der nächste internationale Flughafen ist der Chattanooga Metropolitan Airport (rund 40 km nordwestlich).

## Kriminalität
Die Kriminalitätsrate lag im Jahr 2010 mit 237 Punkten (US-Durchschnitt: 266 Punkte) im durchschnittlichen Bereich. Es gab vier Vergewaltigungen, 27 Raubüberfälle, 45 Körperverletzungen, 285 Einbrüche, 838 Diebstähle, 59 Autodiebstähle und vier Brandstiftungen.

## Söhne und Töchter der Stadt
- Harlan Erwin Mitchell (1924–2011), Politiker
- Jackie Lee Cochran (1934–1998), Rockabilly-Musiker
- Marcus S. Evans (* 1970), Generalmajor der United States Army
- Mike Erwin (* 1978), Schauspieler
- Saul Raisin (* 1983), Radrennfahrer
- Morris Almond (* 1985), Basketballspieler
- Jahmyr Gibbs (* 2002), American-Football-Spieler